# Turcomanos iraquíes

Bandera utilizada por los turcomanos iraquíes y oficialmente por el frente turcomano iraquí

Los turcomanos iraquíes (turco: Irak Türkmenleri) son un grupo étnico de origen turco que habita en Irak, sobre todo en las ciudades de Arbil, Tal Afar, Kirkuk y Mosul. Al igual que los asirios, que dicen ser el tercer grupo étnico más grande en el país, tras los árabes y los kurdos. La población total de turcos iraquíes según la estimación del Ministerio de Planificación iraquí de 2013 (3.000.000)
Es importante no confundir a los turcomanos de Irak con los turcomanos de Asia Central que residen principalmente en Turkmenistán, Uzbekistán, Afganistán, Pakistán, e Irán. Los turcomanos iraquíes forman un grupo étnico distinto dentro de la clasificación de los turcos Oghuz, que incluye turcos otomanos, modernos turcos y azeríes.

## Idioma
Los turcomanos iraquíes hablan un dialecto del turco que está muy influido por el árabe y el turco otomano. Su lenguaje hablado está influenciado también por el azerí, debido a su aproximación a esa región. En su lenguaje escrito, utilizan el estándar de la lengua turca basado en el alfabeto turco.

## Religión
Algunas fuentes afirman que están divididos equitativamente entre las ramas sunitas y chiitas del islam. De acuerdo a Talip Büyük, los chiitas son el 65% de la población y los sunitas conforman el resto. El historiador Juan Cole dice que practican una forma de chiismo llamada ghulat, que es el equivalente al alevís turco otomano.

## Historia
El origen de los turcomanos iraquíes se remonta a la fundación de las mezquitas de Al-Ma'mun y Al-Mu'tasim en siglo IX. La mayoría de los turcomanos que viven en la región se asentaron en el norte de Irak durante el primer período de la dinastía Selyúcida, cuando los turcos emigraron de Asia Central (Turquestán) a Anatolia, Irán e Irak. Una reciente adición a esta población fue realizada por el Imperio otomano en el siglo XVIII para garantizar el transporte y el correo de Bagdad a Estambul y viceversa. Otros fueron enviados a la región por los otomanos a fin de repeler las incursiones tribales. Estos grupos se establecieron en las entradas de los valles que les da acceso al territorio kurdo. Este papel histórico de pacificación ha conducido al desarrollo de relaciones tensas entre los turcos y los kurdos. Con el ascenso de Saddam Hussein y su partido Ba'ath al poder, fue impuesta una política de arabización a los turcomanos y el resto de las minorías no árabes de Irak. Fue prohibida por medio de la Constitución el uso de lengua turca en las escuelas y los medios de comunicación. En los años 80, Saddam prohíbe el uso público de la lengua turca por completo.
Los turcomanos de Irak viven principalmente en el norte y centro del país y, según ellos, su número está muy subestimado, y se aproximaría a 2.5 millones. Los turcomanos de Irak constituyen las generaciones de los diferentes clanes turcos que entraron en la zona que ahora es el moderno Irak durante siglos, por ejemplo, oghus, kipchak, azeríes y mongoles. El plazo para que los turcomanos iraquíes saliesen de Turquía hacia Irak parece haber sido diseñado durante el debate sobre la cuestión de Mosul en la tercera década del siglo pasado, con el fin de aislar los iraquíes turcos de Turquía. Esto fue utilizado como un factor en contra de Turquía durante las negociaciones, con el fin de unir a esta rica provincia otomana a la recién fundada colonia de Irak del Imperio británico.

## Situación actual
Aunque algunos han sido capaces de preservar su idioma, los turcomanos iraquíes hoy están siendo rápidamente asimilados en la población general y ya no son tribus organizadas. Con el derrocamiento de Saddam Hussein en 2003, las tensiones entre los kurdos y los turcomanos crecieron sustancialmente. Como resultado de ello, Kirkuk pronto se convirtió en la única ciudad violenta no-árabe en el país durante la guerra de Irak.
Los turcomanos iraquíes también han surgido como una fuerza política clave en la controversia sobre el estatuto futuro del norte de Irak y la región autónoma kurda. El gobierno de Turquía ha ayudado a financiar tales organizaciones políticas como el Frente Turcomano Iraquí, que se opone a federalismo iraquí y, en particular, el proyecto de anexión de Kirkuk al Gobierno Regional de Kurdistán.
Las tensiones entre los dos grupos mayoritarios de Kirkuk, sin embargo, lentamente han desaparecido y el 30 de enero de 2006, el presidente de Irak, Jalal Talabani, dijo que los "kurdos están trabajando en un plan para dar autonomía a los turcomanos iraquíes en las zonas donde constituyen una mayoría en la nueva Constitución que se redacta para la región de Kurdistán de Irak." Sin embargo, nunca ocurrió y las políticas de kurdificación del PDK y UPK después de 2003 (con presiones a los no-kurdos) han llevado a graves entrefrentamientos y problemas étnicos.
Entre diez y doce personas turcomanas fueron elegidos para la Asamblea Nacional Constituyente de Irak el 30 de enero de 2005, incluyendo cinco en la lista de la Alianza Unida Iraquí, tres del Frente Turcomano Iraquí (ITF), y dos o cuatro de la Alianza Democrática Patriótica de Kurdistán.
En las elecciones del 15 de diciembre del 2005, entre cinco y siete candidatos turcomanos fueron elegidos para integrar el Consejo de Representantes. Esto incluyó a un candidato de la ITF (su líder Sadettin Ergec), dos o cuatro de la Alianza Unida Iraquí, uno del Frente de Concordancia Iraquí y uno de la Alianza Kurdistaní.